# Квебекська байкерська війна

Куртка голови закону квебекських «Янголів пекла»

Квебекська байкерське війна (англ. Quebec Biker war) — хвиля насильства, що охопила канадську провінцію Квебек з 1994 по 2002 рік. Насильство було викликано переділом сфер впливу у вуличній торгівлі наркотиками. Сторонами конфлікту виступили дві банди байкерів: «Ангели Пекла» (Hells Angels MC) і «Rock Machine MC» — у цій війні загинуло близько 150-и людей. Формально виграли «Ангели», але пізніше чимало з них було засуджено на різні терміни ув'язнення.